# Elymniopsis ratrayi
Elymniopsis ratrayi is een vlinder uit de onderfamilie Satyrinae van de familie Nymphalidae. De wetenschappelijke naam van de soort is voor het eerst geldig gepubliceerd in 1902 door Emily Mary Bowdler Sharpe.